# Belgia na Letnich Igrzyskach Olimpijskich 2012
Belgię na Letnich Igrzyskach Olimpijskich 2012, które odbyły się w Londynie reprezentowało 115 zawodników.
Był to dwudziesty piąty start reprezentacji Belgii na letnich igrzyskach olimpijskich.

## Zdobyte medale
| Medal  | Zawodnik           | Dyscyplina  | Konkurencja                               | Rezultat                                                     |
| ------ | ------------------ | ----------- | ----------------------------------------- | ------------------------------------------------------------ |
| Srebro | Lionel Cox         | Strzelectwo | karabin małokalibrowy leżąc 50 m mężczyzn | 701,2 pkt                                                    |
| Brąz   | Charline Van Snick | Judo        | waga do 48 kg kobiet                      | w pojedynku o brązowy medal pokonała Argentynkę Paulę Pareto |
| Brąz   | Evi Van Acker      | Żeglarstwo  | klasa Laser Radial                        | 40 pkt                                                       |

## Reprezentanci

### Badminton
Mężczyźni
| Zawodnik  | Konkurencja    | Faza grupowa          | Faza grupowa         | Faza grupowa      | Faza grupowa | 1/8 finału        | Ćwierćfinał       | Półfinał          | Finał             | Finał   |
| Zawodnik  | Konkurencja    | Przeciwnik Punkty     | Przeciwnik Punkty    | Przeciwnik Punkty | Miejsce      | Przeciwnik Punkty | Przeciwnik Punkty | Przeciwnik Punkty | Przeciwnik Punkty | Miejsce |
| --------- | -------------- | --------------------- | -------------------- | ----------------- | ------------ | ----------------- | ----------------- | ----------------- | ----------------- | ------- |
| Yuhan Tan | gra pojedyncza | Parupalli Kashyap 0-2 | Nguyễn Tiến Minh 1-2 |                   | 3.           |                   |                   |                   |                   | 33.     |

Kobiety
| Zawodniczka | Konkurencja    | Faza grupowa         | Faza grupowa         | Faza grupowa         | Faza grupowa | 1/8 finału           | Ćwierćfinał          | Półfinał             | Finał                | Finał   |
| Zawodniczka | Konkurencja    | Przeciwniczka Punkty | Przeciwniczka Punkty | Przeciwniczka Punkty | Miejsce      | Przeciwniczka Punkty | Przeciwniczka Punkty | Przeciwniczka Punkty | Przeciwniczka Punkty | Miejsce |
| ----------- | -------------- | -------------------- | -------------------- | -------------------- | ------------ | -------------------- | -------------------- | -------------------- | -------------------- | ------- |
| Lianne Tan  | gra pojedyncza | Sabrina Jaquet 2-0   | Saina Nehwal 0-2     |                      | 2.           |                      |                      |                      |                      | 17.     |

### Gimnastyka
Gimnastyka sportowa
Mężczyźni
| Zawodnik       | Konkurencje            | Konkurencje            | Konkurencje     | Konkurencje     | Konkurencje                 | Konkurencje                 | Konkurencje          | Konkurencje          | Konkurencje            | Konkurencje            | Konkurencje         | Konkurencje         | Konkurencje | Konkurencje | Konkurencje        | Konkurencje        |
| Zawodnik       | Wielobój indywidualnie | Wielobój indywidualnie | Ćwiczenia wolne | Ćwiczenia wolne | Ćwiczenia na koniu z łękami | Ćwiczenia na koniu z łękami | Ćwiczenia na kółkach | Ćwiczenia na kółkach | Ćwiczenia na poręczach | Ćwiczenia na poręczach | Ćwiczenia na drążku | Ćwiczenia na drążku | Skoki       | Skoki       | Wielobój drużynowy | Wielobój drużynowy |
| Zawodnik       | Wynik                  | Pozycja                | Wynik           | Pozycja         | Wynik                       | Pozycja                     | Wynik                | Pozycja              | Wynik                  | Pozycja                | Wynik               | Pozycja             | Wynik       | Pozycja     | Wynik              | Pozycja            |
| -------------- | ---------------------- | ---------------------- | --------------- | --------------- | --------------------------- | --------------------------- | -------------------- | -------------------- | ---------------------- | ---------------------- | ------------------- | ------------------- | ----------- | ----------- | ------------------ | ------------------ |
| Jimmy Verbaeys | 83,564                 | 31.                    | 14,500          | 38.             | 10,866                      | 67.                         | 14,066               | 52.                  | 14,533                 | 42.                    | 14,333              | 33.                 | 15,266      | 50.         |                    |                    |

Kobiety
| Zawodniczka | Wynik                  | Wynik                  | Wynik           | Wynik           | Wynik                  | Wynik                  | Wynik                   | Wynik                   | Wynik  | Wynik   | Wynik              | Wynik              |
| Zawodniczka | Wielobój indywidualnie | Wielobój indywidualnie | Ćwiczenia wolne | Ćwiczenia wolne | Ćwiczenia na poręczach | Ćwiczenia na poręczach | Ćwiczenia na równoważni | Ćwiczenia na równoważni | Skoki  | Skoki   | Wielobój drużynowy | Wielobój drużynowy |
| Zawodniczka | Wynik                  | Pozycja                | Wynik           | Pozycja         | Wynik                  | Pozycja                | Wynik                   | Pozycja                 | Wynik  | Pozycja | Wynik              | Pozycja            |
| ----------- | ---------------------- | ---------------------- | --------------- | --------------- | ---------------------- | ---------------------- | ----------------------- | ----------------------- | ------ | ------- | ------------------ | ------------------ |
| Gaelle Mys  | 53,698                 | 31.                    | 13,166          | 51.             | 13,266                 | 45.                    | 13,733                  | 30.                     | 13,533 | 62.     |                    |                    |

### Hokej na trawie
Turniej mężczyzn
- Reprezentacja mężczyzn

| - Xavier Reckinger - Jerome Dekeyser - John-John Dohmen - Florent van Aubel - Maxime Luycx - Benjamin van Hove - Thomas Briels - Felix Denayer |  | - Vincent Vanasch - Alexandre de Saedeleer - Jerome Truyens - Cedric Charlier - Gauthier Boccard - Jeffrey Thys - Simon Gougnard - Tom Boon |

Grupa B
| Drużyna          | M | W | R | P | G+ | G- | G=  | Pkt |
| ---------------- | - | - | - | - | -- | -- | --- | --- |
| Holandia         | 5 | 5 | 0 | 0 | 18 | 7  | 11  | 15  |
| Niemcy           | 5 | 3 | 1 | 1 | 14 | 11 | 3   | 10  |
| Belgia           | 5 | 2 | 1 | 2 | 8  | 7  | 1   | 7   |
| Korea Południowa | 5 | 2 | 0 | 3 | 9  | 8  | 1   | 6   |
| Nowa Zelandia    | 5 | 1 | 2 | 2 | 10 | 14 | -4  | 5   |
| Indie            | 5 | 0 | 0 | 5 | 6  | 18 | -12 | 0   |

30 lipca 2012
| Niemcy | 2:1 | Belgia |

1 sierpnia 2012
| Belgia | 1:3 | Holandia |

3 sierpnia 2012
| Belgia | 2:1 | Korea Południowa |

5 sierpnia 2012
| Nowa Zelandia | 1:1 | Belgia |

7 sierpnia 2012
| Indie | 0:3 | Belgia |

#### Mecz o 5. miejsce
11 sierpnia 2012
| Hiszpania | 2:5 | Belgia |

Turniej kobiet
- Reprezentacja kobiet

| - Jill Boon - Gaelle Valcke - Lieselotte van Lindt - Anne-Sophie van Regemortel - Judith Vandermeiren - Louise Cavenaile - Erica Coppey - Lola Danhaive - Stephanie de Groof |  | - Helene Delmee - Charlotte de Vos - Aisling D'hooghe - Alix Gerniers - Barbara Nelen - Anouk Raes - Emilie Sinia - Nadine Khouzam - Valerie Vermeersch |

Grupa A
| Drużyna          | M | W | R | P | G+ | G- | G= | Pkt |
| ---------------- | - | - | - | - | -- | -- | -- | --- |
| Holandia         | 5 | 5 | 0 | 0 | 12 | 5  | 7  | 15  |
| Wielka Brytania  | 5 | 3 | 0 | 2 | 14 | 7  | 7  | 9   |
| Chiny            | 5 | 2 | 1 | 2 | 6  | 3  | 3  | 7   |
| Korea Południowa | 5 | 2 | 0 | 3 | 9  | 13 | -4 | 6   |
| Japonia          | 5 | 1 | 1 | 3 | 4  | 9  | -5 | 4   |
| Belgia           | 5 | 0 | 2 | 3 | 2  | 10 | -8 | 2   |

29 lipca 2012
| Holandia | 3:0 | Belgia |

31 lipca 2012
| Belgia | 0:0 | Chiny |

2 sierpnia 2012
| Belgia | 0:3 | Wielka Brytania |

4 sierpnia 2012
| Japonia | 1:1 | Belgia |

6 sierpnia 2012
| Korea Południowa | 3:1 | Belgia |

#### Mecz o 11. miejsce
10 sierpnia 2012
| Belgia | 2:1 | Stany Zjednoczone |

### Jeździectwo

#### Skoki
| Zawodnik                                                      | Koń                     | Konkurencja   | Kwalifikacje | Kwalifikacje | Kwalifikacje | Kwalifikacje | Kwalifikacje | Kwalifikacje | Kwalifikacje | Kwalifikacje | Finał   | Finał   | Finał   | Finał   | Finał   | Razem | Razem   |
| Zawodnik                                                      | Koń                     | Konkurencja   | Runda 1      | Runda 1      | Runda 2      | Runda 2      | Runda 2      | Runda 3      | Runda 3      | Runda 3      | Runda A | Runda A | Runda B | Runda B | Runda B | Razem | Razem   |
| Zawodnik                                                      | Koń                     | Konkurencja   | Kary         | Miejsce      | Kary         | Łącznie      | Miejsce      | Kary         | Łącznie      | Miejsce      | Kary    | Miejsce | Kary    | Łącznie | Miejsce | Kary  | Miejsce |
| ------------------------------------------------------------- | ----------------------- | ------------- | ------------ | ------------ | ------------ | ------------ | ------------ | ------------ | ------------ | ------------ | ------- | ------- | ------- | ------- | ------- | ----- | ------- |
| Dirk Demeersman                                               | Bufero van het Panishof | indywidualnie | 0            | 1.           | 8            | 8            | 31.          | 12           | 20           | 38.          | 9       | 26.     |         |         |         |       | 26.     |
| Jos Lansink                                                   | Valentina van’t Heike   | indywidualnie | 0            | 1.           | 4            | 4            | 17.          | 4            | 8            | 11.          | 8       | 23.     |         |         |         |       | 23.     |
| Philippe Lejeune                                              | Vigo d’Arsouilles       | indywidualnie | 0            | 1.           | 8            | 8            | 31.          |              |              |              |         |         |         |         |         |       | 46.     |
| Grégory Wathelet                                              | Cadjanine Z             | indywidualnie | 4            | 42.          | 4            | 8            | 31.          | 4            | 12           | 26.          | 12      | 29.     |         |         |         |       | 29.     |
| Dirk Demeersman Jos Lansink Philippe Lejeune Grégory Wathelet | Patrz wyżej             | drużynowo     | 0            | 1.           |              |              |              |              |              |              | 16      | 13.     |         |         |         |       | 13.     |

#### Ujeżdżenie
| Zawodnik         | Koń       | Konkurencja   | Runda 1 | Runda 1 | Runda 2 | Runda 2 | Runda 2       | Runda 2 | Finał  | Finał   | Finał         | Finał   |
| Zawodnik         | Koń       | Konkurencja   | Punkty  | Miejsce | Punkty  | Miejsce | Razem punktów | Miejsce | Punkty | Miejsce | Razem punktów | Miejsce |
| ---------------- | --------- | ------------- | ------- | ------- | ------- | ------- | ------------- | ------- | ------ | ------- | ------------- | ------- |
| Claudia Fassaert | Donnerfee | indywidualnie | 71,793  | 21.     | 70,095  | 27.     | 141,888       | 27.     |        |         |               | 27.     |

#### WKKW
| Zawodnik                                                                       | Koń                     | Konkurencja   | Ujeżdżenie | Ujeżdżenie | Cross-country                 | Cross-country                 | Skoki                              | Skoki                              | Skoki                              | Skoki                              | Łącznie                            | Łącznie                            |
| Zawodnik                                                                       | Koń                     | Konkurencja   | Ujeżdżenie | Ujeżdżenie | Cross-country                 | Cross-country                 | Kwalifikacje                       | Kwalifikacje                       | Finał                              | Finał                              | Łącznie                            | Łącznie                            |
| Zawodnik                                                                       | Koń                     | Konkurencja   | Kary       | Miejsce    | Kary                          | Miejsce                       | Kary                               | Miejsce                            | Kary                               | Miejsce                            | Kary                               | Miejsce                            |
| ------------------------------------------------------------------------------ | ----------------------- | ------------- | ---------- | ---------- | ----------------------------- | ----------------------------- | ---------------------------------- | ---------------------------------- | ---------------------------------- | ---------------------------------- | ---------------------------------- | ---------------------------------- |
| Carl Bouckaert                                                                 | Mensa G                 | indywidualnie | 53,00      | 45.        | wyeliminowany w cross-country | wyeliminowany w cross-country | wyeliminowany w cross-country      | wyeliminowany w cross-country      | wyeliminowany w cross-country      | wyeliminowany w cross-country      | wyeliminowany w cross-country      | wyeliminowany w cross-country      |
| Virginie Caulier                                                               | Nepal du Sudre          | indywidualnie | 48,30      | 30.        | 21,20                         | 36.                           | 9                                  | 34.                                |                                    |                                    | 78,50                              | 34.                                |
| Karin Donckers                                                                 | Gazelle de la Brasserie | indywidualnie | 40,00      | 7.         | 11,60                         | 18.                           | 4                                  | 18.                                | 6                                  | 15.                                | 61,60                              | 15.                                |
| Marc Rigouts                                                                   | Dunkas A                | indywidualnie | 50,70      | 36.        | 56,80                         | 51.                           | zawodnik wycofał się z rywalizacji | zawodnik wycofał się z rywalizacji | zawodnik wycofał się z rywalizacji | zawodnik wycofał się z rywalizacji | zawodnik wycofał się z rywalizacji | zawodnik wycofał się z rywalizacji |
| Joris Vanspringel                                                              | Lully des Aulnes        | indywidualnie | 51,90      | 41.        | 12,80                         | 34.                           | zawodnik wycofał się z rywalizacji | zawodnik wycofał się z rywalizacji | zawodnik wycofał się z rywalizacji | zawodnik wycofał się z rywalizacji | zawodnik wycofał się z rywalizacji | zawodnik wycofał się z rywalizacji |
| Carl Bouckaert Virginie Caulier Karin Donckers Marc Rigouts Joris van Springel | jak wyżej               | drużynowo     | 139,00     | 8.         | 46,8                          | 9.                            | 1134,10                            | 10.                                |                                    |                                    | 1134,10                            | 10.                                |

### Judo
Mężczyźni
| Zawodnik           | Konkurencja | 1/32              | 1/16                         | 1/8                           | Ćwierćfinał       | Półfinał          | Repasaż 1         | Repasaż 2         | Finał   | Finał   |
| Zawodnik           | Konkurencja | Przeciwnik Punkty | Przeciwnik Punkty            | Przeciwnik Punkty             | Przeciwnik Punkty | Przeciwnik Punkty | Przeciwnik Punkty | Przeciwnik Punkty | Miejsce | Miejsce |
| ------------------ | ----------- | ----------------- | ---------------------------- | ----------------------------- | ----------------- | ----------------- | ----------------- | ----------------- | ------- | ------- |
| Dirk Van Tichelt   | - 73 kg     |                   | Maher Abu Remeleh W0100-0000 | Nicholas Delpopolo P0000-0010 |                   |                   |                   |                   |         | 17-32.  |
| Joachim Bottieau   | - 81 kg     |                   | Omar Simmonds Pea W1100-0001 | Iwan Nifontow P0001-0101      |                   |                   |                   |                   |         | 9.      |
| Elco van der Geest | - 100 kg    |                   | Tagir Chajbułajew P0000-1000 |                               |                   |                   |                   |                   |         | 17.     |

Kobiety
| Zawodniczka        | Konkurencja | 1/16                 | 1/8                        | Ćwierćfinał                     | Półfinał                 | Repasaż 1            | Repesaż 2                  | Finał                | Finał   |
| Zawodniczka        | Konkurencja | Przeciwniczka Punkty | Przeciwniczka Punkty       | Przeciwniczka Punkty            | Przeciwniczka Punkty     | Przeciwniczka Punkty | Przeciwniczka Punkty       | Przeciwniczka Punkty | Miejsce |
| ------------------ | ----------- | -------------------- | -------------------------- | ------------------------------- | ------------------------ | -------------------- | -------------------------- | -------------------- | ------- |
| Charline Van Snick | - 48 kg     |                      | Chung Jung-yeon W1000-0000 | Éva Csernoviczky W1001-0001     | Sarah Menezes P0010-0000 |                      | Paula Pareto W0011-0002    |                      | brąz    |
| Ilse Heylen        | - 52 kg     |                      | Andreea Chițu W0010-0000   | Christianne Legentil W0020-0002 | Yanet Bermoy P0002-0011  |                      | Priscilla Gneto P0012-1012 |                      | 5.      |

### Kajakarstwo

#### Kajakarstwo klasyczne
Mężczyźni
| Zawodnicy                               | Konkurencje | Eliminacje | Eliminacje | Półfinał | Półfinał | Finał              | Finał   |
| Zawodnicy                               | Konkurencje | Czas       | Miejsce    | Czas     | Miejsce  | Czas               | Miejsce |
| --------------------------------------- | ----------- | ---------- | ---------- | -------- | -------- | ------------------ | ------- |
| Maxime Richard                          | K-1 200 m   | 36,125     | 5,         | 37,201   | 7.       | 38,435 (finał B)   | 13.     |
| Olivier Cauwenbergh Laurens Pannecoucke | K-2 1000 m  | 3:24,304   | 4.         | 3:15,655 | 5.       | 3:13,298 (finał B) | 10.     |
| Olivier Cauwenbergh Laurens Pannecoucke | K-2 200 m   | 35,297     | 7.         |          |          | 36,336 (finał B)   | 12.     |

#### Kajakarstwo górskie
Mężczyźni
| Zawodnik     | Konkurencja | Preeliminacje | Preeliminacje | Preeliminacje | Preeliminacje | Preeliminacje | Preeliminacje | Półfinał | Półfinał | Finał | Finał   | Łącznie | Miejsce |
| Zawodnik     | Konkurencja | Zjazd 1       | Miejsce       | Zjazd 2       | Miejsce       | Łącznie       | Miejsce       | Czas     | Miejsce  | Czas  | Miejsce | Łącznie | Miejsce |
| ------------ | ----------- | ------------- | ------------- | ------------- | ------------- | ------------- | ------------- | -------- | -------- | ----- | ------- | ------- | ------- |
| Mathieu Doby | K-1         | 92,74         | 12.           | 87,92         | 3.            | 87,92         | 4.            | 102,58   | 11.      |       |         | 102,58  | 11.     |

### Kolarstwo

#### Kolarstwo BMX
Mężczyźni
| Zawodnik      | Konkurencja | Eliminacje | Eliminacje | Ćwierćfinał | Ćwierćfinał | Półfinał | Półfinał | Finał | Finał   |
| Zawodnik      | Konkurencja | Wynik      | Miejsce    | Wynik       | Miejsce     | Wynik    | Miejsce  | Wynik | Miejsce |
| ------------- | ----------- | ---------- | ---------- | ----------- | ----------- | -------- | -------- | ----- | ------- |
| Arnaud Dubois | BMX         | 39,772     | 27.        | 24          | 23.         |          |          |       |         |

#### Kolarstwo górskie
Mężczyźni
| Zawodnicy         | Konkurencja          | Czas                 | Miejsce              |
| ----------------- | -------------------- | -------------------- | -------------------- |
| Sven Nys          | Wyścig cross-country | nie ukończył wyścigu | nie ukończył wyścigu |
| Kevin van Hoovels | Wyścig cross-country | 1:33,01              | 19.                  |

#### Kolarstwo szosowe
Mężczyźni
| Zawodnicy         | Konkurencja                | Czas     | Miejsce |
| ----------------- | -------------------------- | -------- | ------- |
| Philippe Gilbert  | Start wspólny              | 5:46,05  | 19.     |
| Philippe Gilbert  | Jazda indywidualna na czas | 54:39,98 | 17.     |
| Tom Boonen        | Start wspólny              | 5:46,37  | 28.     |
| Jürgen Roelandts  | Start wspólny              | 5:46,05  | 7.      |
| Greg Van Avermaet | Start wspólny              | 5:46,37  | 92.     |
| Stijn Vandenbergh | Start wspólny              | 5:46,51  | 100.    |

Kobiety
| Zawodniczki      | Konkurencja                | Czas                     | Miejsce                  |
| ---------------- | -------------------------- | ------------------------ | ------------------------ |
| Liesbet De Vocht | Start wspólny              | 3:35,56                  | 9.                       |
| Liesbet De Vocht | Jazda indywidualna na czas | 42:08,28                 | 23.                      |
| Ludivine Henrion | Start wspólny              | przekroczyła limit czasu | przekroczyła limit czasu |
| Maaike Polspoel  | Start wspólny              | 3:36,01                  | 29.                      |

#### Kolarstwo torowe
Mężczyźni
| Zawodnicy                                                         | Konkurencja                     | Kwalifikacje | Kwalifikacje | Półfinał         | Półfinał | Finał            | Finał   |
| Zawodnicy                                                         | Konkurencja                     | Czas         | Miejsce      | Przeciwnik Wynik | Miejsce  | Przeciwnik Wynik | Miejsce |
| ----------------------------------------------------------------- | ------------------------------- | ------------ | ------------ | ---------------- | -------- | ---------------- | ------- |
| Dominique Cornu Kenny De Ketele Gijs Van Hoecke Jonathan Dufrasne | Wyścig drużynowy na dochodzenie | 4:04,053     | 9.           |                  |          |                  |         |

| Zawodnik        | Konkurencja | Start lotny | Start lotny | Wyścig punktowy | Wyścig punktowy | Wyścig eliminacyjny | Wyścig na dochodzenie | Wyścig na dochodzenie | Scratch | Scratch | Wyścig na 1000 m | Wyścig na 1000 m | Suma punktów | Miejsce |
| Zawodnik        | Konkurencja | Czas        | Miejsce     | Punkty          | Miejsce         | Miejsce             | Przeciwnik Wynik      | Miejsce               | Czas    | Miejsce | Czas             | Miejsce          | Suma punktów | Miejsce |
| --------------- | ----------- | ----------- | ----------- | --------------- | --------------- | ------------------- | --------------------- | --------------------- | ------- | ------- | ---------------- | ---------------- | ------------ | ------- |
| Gijs Van Hoecke | Omnium      | 13,633      | 13.         | 23              | 9.              | 18.                 | 4:29,992              | 10.                   |         | 15.     | 1:04,748         | 12.              | 77           | 15.     |

Kobiety
| Zawodniczka    | Konkurencja | Start lotny | Start lotny | Wyścig punktowy | Wyścig punktowy | Wyścig eliminacyjny | Wyścig na dochodzenie | Wyścig na dochodzenie | Scratch | Scratch | Wyścig na 500 m | Wyścig na 500 m | Suma punktów | Miejsce |
| Zawodniczka    | Konkurencja | Czas        | Miejsce     | Punkty          | Miejsce         | Miejsce             | Przeciwnik Wynik      | Miejsce               | Czas    | Miejsce | Czas            | Miejsce         | Suma punktów | Miejsce |
| -------------- | ----------- | ----------- | ----------- | --------------- | --------------- | ------------------- | --------------------- | --------------------- | ------- | ------- | --------------- | --------------- | ------------ | ------- |
| Jolien D’Hoore | Omnium      | 14,594      | 10.         | 25              | 4.              | 6.                  | 3:41,485              | 8.                    |         | 5.      | 36,585          | 12.             | 45           | 5.      |

### Lekkoatletyka
Mężczyźni
| Athlete                                                                    | Event              | Heat    | Heat | Quarterfinal | Quarterfinal | Semifinal | Semifinal | Final   | Final |
| Athlete                                                                    | Event              | Result  | Rank | Result       | Rank         | Result    | Rank      | Result  | Rank  |
| -------------------------------------------------------------------------- | ------------------ | ------- | ---- | ------------ | ------------ | --------- | --------- | ------- | ----- |
| Jonathan Borlée                                                            | 400 m              | 44,43   | 1.   |              |              | 44,99     | 8.        | 44,83   | 6.    |
| Kévin Borlée                                                               | 400 m              | 45,14   | 1.   |              |              | 44,84     | 5.        | 44,81   | 5.    |
| Adrien Deghelt                                                             | 110 m przez płotki | 13,52   | 3.   |              |              | 13,42     | 13.       |         |       |
| Michael Bultheel                                                           | 400 m przez płotki | 49,18   | 6.   |              |              | 49,10     | 11.       |         |       |
| Jonathan Borlee Kévin Borlée Michael Bultheel Antoine Gillet Nils Duerinck | sztafeta 4 × 400 m | 3:01,70 | 4.   |              |              |           |           | 3:01,83 | 6.    |

| Zawodnik        | Konkurencje   | Konkurencje                | Wyniki  | Punkty | Miejsce |
| --------------- | ------------- | -------------------------- | ------- | ------ | ------- |
| Hans Van Alphen | dziesięciobój | bieg 100 m                 | 11,05   | 850    | 19.     |
| Hans Van Alphen | dziesięciobój | skok w dal                 | 7,64    | 970    | 2.      |
| Hans Van Alphen | dziesięciobój | pchnięcie kulą             | 15,48   | 819    | 3.      |
| Hans Van Alphen | dziesięciobój | skok wzwyż                 | 2,05    | 850    | 3.      |
| Hans Van Alphen | dziesięciobój | bieg 400 m                 | 49,18   | 853    | 15.     |
| Hans Van Alphen | dziesięciobój | bieg na 110 m przez płotki | 14,89   | 863    | 21.     |
| Hans Van Alphen | dziesięciobój | rzut dyskiem               | 48,28   | 835    | 2.      |
| Hans Van Alphen | dziesięciobój | skok o tyczce              | 4,80    | 849    | 8.      |
| Hans Van Alphen | dziesięciobój | rzut oszczepem             | 61,69   | 763    | 10.     |
| Hans Van Alphen | dziesięciobój | bieg na 1500 m             | 4:22,50 | 795    | 1.      |
| Hans Van Alphen | dziesięciobój | Finał                      |         | 8447   | 4.      |

Kobiety
| Zawodniczka      | Konkurencja        | Eliminacje | Eliminacje | Ćwierćfinał | Ćwierćfinał | Półfinał | Półfinał | Finał | Finał   |
| Zawodniczka      | Konkurencja        | Wynik      | Miejsce    | Wynik       | Miejsce     | Wynik    | Miejsce  | Wynik | Miejsce |
| ---------------- | ------------------ | ---------- | ---------- | ----------- | ----------- | -------- | -------- | ----- | ------- |
| Almensch Belete  | 5000 m             | 15:10,24   | 19.        |             |             |          |          |       |         |
| Eline Berings    | 100 m przez płotki | 13,46      | 2.         |             |             | 13,26    | 20.      |       |         |
| Élodie Ouédraogo | 400 m przez płotki | 55,89      | 4.         |             |             | 55,20    | 11.      |       |         |
| Anne Zagré       | 100 m przez płotki | 13,04      | 4.         |             |             | 12,94    | 17.      |       |         |

| Zawodniczka          | Konkurencja | Kwalifikacje | Kwalifikacje | Finał | Finał   |
| Zawodniczka          | Konkurencja | Wynik        | Miejsce      | Wynik | Miejsce |
| -------------------- | ----------- | ------------ | ------------ | ----- | ------- |
| Swietłana Bolszakowa | trójskok    | 13,84        | 20.          |       |         |
| Tia Hellebaut        | skok wzwyż  | 1,93         | 2.           | 1,97  | 5.      |

| Zawodniczka | Konkurencja | Konkurencja                | Wyniki                    | Punkty                    | Miejsce                   |
| ----------- | ----------- | -------------------------- | ------------------------- | ------------------------- | ------------------------- |
| Sara Aerts  | siedmiobój  | bieg na 100 m przez płotki | 12,94                     | 1133                      | 4.                        |
| Sara Aerts  | siedmiobój  | skok wzwyż                 | 1,65                      | 795                       | 28.                       |
| Sara Aerts  | siedmiobój  | pchnięcie kulą             | 14,43                     | 823                       | 21.                       |
| Sara Aerts  | siedmiobój  | bieg 200 m                 |                           |                           |                           |
| Sara Aerts  | siedmiobój  | skok w dal                 |                           |                           |                           |
| Sara Aerts  | siedmiobój  | rzut oszczepem             |                           |                           |                           |
| Sara Aerts  | siedmiobój  | bieg na 800 m              |                           |                           |                           |
| Sara Aerts  | siedmiobój  | Finał                      | nie ukończyła konkurencji | nie ukończyła konkurencji | nie ukończyła konkurencji |

### Pływanie
Mężczyźni
| Zawodnik                                                                            | Konkurencja        | Eliminacje | Eliminacje | Półfinał | Półfinał | Finał     | Finał   |
| Zawodnik                                                                            | Konkurencja        | Czas       | Miejsce    | Czas     | Miejsce  | Czas      | Miejsce |
| ----------------------------------------------------------------------------------- | ------------------ | ---------- | ---------- | -------- | -------- | --------- | ------- |
| Jasper Aerents                                                                      | 50 m dowolnym      | 22,43      | 22.        |          |          |           |         |
| Ward Bauwens                                                                        | 400 m zmiennym     | 4:16,71    | 16.        |          |          |           |         |
| François Heersbrandt                                                                | 100 m motylkowym   | 52,22      | 13.        | 52,71    | 16.      |           |         |
| Brian Ryckeman                                                                      | 10 km              |            |            |          |          | 1:51:27,1 | 16.     |
| Glenn Surgeloose                                                                    | 200 m dowolnym     | 1:48,77    | 25.        |          |          |           |         |
| Pieter Timmers                                                                      | 100 m dowolnym     | 48,54      | 8.         | 48,57    | 12.      |           |         |
| Jasper Aerents Dieter Dekoninck Pieter Timmers Emmanuel Vanluchenne Yoris Grandjean | 4 × 100 m dowolnym | 3:13,89    | 6.         |          |          | 3:14,40   | 8.      |
| Louis Croenen Dieter Dekoninck Glenn Surgeloose Pieter Timmers Yoris Grandjean      | 4 × 200 m dowolnym | 7:14,44    | 12.        |          |          |           |         |

Kobiety
| Zawodniczka    | Konkurencja       | Eliminacje | Eliminacje | Półfinał | Półfinał | Finał | Finał   |
| Zawodniczka    | Konkurencja       | Czas       | Miejsce    | Czas     | Miejsce  | Czas  | Miejsce |
| -------------- | ----------------- | ---------- | ---------- | -------- | -------- | ----- | ------- |
| Kimberly Buys  | 100 m motylkowym  | 58,79      | 19.        |          |          |       |         |
| Kimberly Buys  | 100 m grzbietowym | 1:01,92    | 29.        |          |          |       |         |
| Fanny Lecluyse | 200 m klasycznym  | 2:27,30    | 19.        |          |          |       |         |
| Jolien Sysmans | 50 m dowolnym     | 25,60      | 31.        |          |          |       |         |

### Podnoszenie ciężarów
Mężczyźni
| Zawodnik      | Konkurencja | Rwanie | Rwanie  | Podrzut | Podrzut | Razem  | Pozycja |
| Zawodnik      | Konkurencja | Wynik  | Pozycja | Wynik   | Pozycja | Razem  | Pozycja |
| ------------- | ----------- | ------ | ------- | ------- | ------- | ------ | ------- |
| Tom Goegebuer | 56 kg       | 115 kg | 12.     | 132 kg  | 12.     | 247 kg | 12.     |

### Strzelectwo
Mężczyźni
| Zawodnik   | Konkurencja                      | Kwalifikacje | Kwalifikacje | Finał  | Finał   |
| Zawodnik   | Konkurencja                      | Punkty       | Miejsce      | Punkty | Miejsce |
| ---------- | -------------------------------- | ------------ | ------------ | ------ | ------- |
| Lionel Cox | karabin małokalibrowy leżąc 50 m | 599          | 2.           | 102,2  | srebro  |

### Tenis stołowy
Mężczyźni
| Zawodnik          | Konkurencja | Preeliminacje    | Runda 1                                           | Runda 2                                              | Runda 3          | Runda 4          | Ćwierćfinał      | Półfinał         | Finał            | Finał |
| Zawodnik          | Konkurencja | Przeciwnik Wynik | Przeciwnik Wynik                                  | Przeciwnik Wynik                                     | Przeciwnik Wynik | Przeciwnik Wynik | Przeciwnik Wynik | Przeciwnik Wynik | Przeciwnik Wynik | Rank  |
| ----------------- | ----------- | ---------------- | ------------------------------------------------- | ---------------------------------------------------- | ---------------- | ---------------- | ---------------- | ---------------- | ---------------- | ----- |
| Jean-Michel Saive | singel      |                  | Marko Jevtović 4-1 (11:3, 8:11, 11:7, 11:6, 11:8) | Kalinikos Kreanga 1-4 (11:5, 3:11, 9:11, 7:11, 8:11) |                  |                  |                  |                  |                  | 33.   |

### Tenis ziemny
Mężczyźni
| Zawodnik       | Konkurencja    | 1/32                   | 1/16                              | 1/8                      | Ćwierćfinały     | Półfinały        | Finał            | Finał         |
| Zawodnik       | Konkurencja    | Przeciwnik Wynik       | Przeciwnik Wynik                  | Przeciwnik Wynik         | Przeciwnik Wynik | Przeciwnik Wynik | Przeciwnik Wynik | Pozycja       |
| -------------- | -------------- | ---------------------- | --------------------------------- | ------------------------ | ---------------- | ---------------- | ---------------- | ------------- |
| Steve Darcis   | gra pojedyncza | Tomáš Berdych 6:4, 6:4 | Santiago Giraldo 6:7(4), 6:4, 6:4 | Nicolás Almagro 5:7, 3:6 | → Nie awansował  | → Nie awansował  | → Nie awansował  | Miejsca 9-16  |
| David Goffin   | gra pojedyncza | Juan Mónaco 4:6, 1:6   | → Nie awansował                   | → Nie awansował          | → Nie awansował  | → Nie awansował  | → Nie awansował  | Miejsca 33-64 |
| Olivier Rochus | gra pojedyncza | John Isner 6:7(1), 4:6 | → Nie awansował                   | → Nie awansował          | → Nie awansował  | → Nie awansował  | → Nie awansował  | Miejsca 33-64 |

Kobiety
| Zawodniczka      | Konkurencja    | 1/32                    | 1/16                             | 1/8                   | Ćwierćfinały              | Półfinały           | Finał               | Finał         |
| Zawodniczka      | Konkurencja    | Przeciwniczka Wynik     | Przeciwniczka Wynik              | Przeciwniczka Wynik   | Przeciwniczka Wynik       | Przeciwniczka Wynik | Przeciwniczka Wynik | Pozycja       |
| ---------------- | -------------- | ----------------------- | -------------------------------- | --------------------- | ------------------------- | ------------------- | ------------------- | ------------- |
| Kim Clijsters    | gra pojedyncza | Roberta Vinci 6:1, 6:4  | Carla Suárez Navarro 6:3, 6:3    | Ana Ivanović 6:3, 6:4 | Marija Szarapowa 2:6, 5:7 | → Nie awansowała    | → Nie awansowała    | Miejsca 5-8   |
| Yanina Wickmayer | gra pojedyncza | Anabel Medina Garrigues | Caroline Wozniacki 4:6, 6:3, 3:6 | → Nie awansowała      | → Nie awansowała          | → Nie awansowała    | → Nie awansowała    | Miejsca 17-32 |

### Triathlon
| Zawodnicy         | Konkurencja | Pływanie (1,5 km) | Zmiana 1 | Jazda na rowerze (40 km) | Zmiana 2 | Bieg (10 km) | Czas    | Pozycja |
| ----------------- | ----------- | ----------------- | -------- | ------------------------ | -------- | ------------ | ------- | ------- |
| Simon De Cuyper   | Mężczyźni   | 17:58             |          | 59:45                    |          | 31:10        | 1:50:00 | 26.     |
| Katrien Verstuyft | Kobiety     | 20:28             |          | 1:07:30                  |          | 35:40        | 2:03:38 | 28.     |

### Wioślarstwo
Mężczyźni
| Zawodnik    | Konkurencja | Eliminacje | Eliminacje | Repasaże | Repasaże | Ćwierćfinał | Ćwierćfinał | Półfinał | Półfinał | Finał (B) | Finał (B) |
| Zawodnik    | Konkurencja | Czas       | Miejsce    | Czas     | Miejsce  | Czas        | Miejsce     | Czas     | Miejsce  | Czas      | Miejsce   |
| ----------- | ----------- | ---------- | ---------- | -------- | -------- | ----------- | ----------- | -------- | -------- | --------- | --------- |
| Tim Maeyens | jedynka     | 6:42,52    | 1.         |          |          | 6:56,65     | 2.          | 7:39,78  | 6.       | 7:27,51   | 6.        |

### Żeglarstwo
Mężczyźni
| Zawodnik        | Konkurencja | Wyścig | Wyścig | Wyścig | Wyścig | Wyścig | Wyścig | Wyścig | Wyścig | Wyścig | Wyścig | Wyścig | Punkty | Finałowa pozycja |
| Zawodnik        | Konkurencja | 1      | 2      | 3      | 4      | 5      | 6      | 7      | 8      | 9      | 10     | M*     | Punkty | Finałowa pozycja |
| --------------- | ----------- | ------ | ------ | ------ | ------ | ------ | ------ | ------ | ------ | ------ | ------ | ------ | ------ | ---------------- |
| Wannes Van Laer | Laser       | 19     | 26     | 29     | 26     | 29     | 38     | 31     | 50     | 42     | 36     |        | 276    | 34.              |

Kobiety
| Zawodniczka     | Konkurencja  | Wyścig | Wyścig | Wyścig | Wyścig | Wyścig | Wyścig | Wyścig | Wyścig | Wyścig | Wyścig | Wyścig | Punkty | Finałowa pozycja |
| Zawodniczka     | Konkurencja  | 1      | 2      | 3      | 4      | 5      | 6      | 7      | 8      | 9      | 10     | M*     | Punkty | Finałowa pozycja |
| --------------- | ------------ | ------ | ------ | ------ | ------ | ------ | ------ | ------ | ------ | ------ | ------ | ------ | ------ | ---------------- |
| Sigrid Rondelez | RS:X         | 18     | 21     | 19     | 27     | 15     | 13     | 14     | 14     | 17     | 19     |        | 150    | 17.              |
| Evi Van Acker   | Laser radial | 3      | 2      | 3      | 8      | 1      | 5      | 8      | 1      | 8      | 3      | 6      | 40     | brąz             |

M = Wyścig medalowy